# 闾河
闾河，是中国长江流域汉水水系的一条河流，汇入汉水上游右岸。河长67千米，流域面积2075平方千米，多年平均流量30立方米每秒。自然落差823米。水能理论蕴藏量4万千瓦。